# Єспер Єнсен (1991)
Єспер Б. Єнсен (дан. Jesper B. Jensen; 30 липня 1991, м. Редовре, Данія) — данський хокеїст, захисник. Виступає за Клагенфурт у Австрійській хокейній лізі.
Вихованець хокейної школи «Редовре Майті Буллз». Виступав за «Редовре Майті Буллз», «Регле» (Енгельгольм), «Фер'єстад», «Йокеріт», «Мальме Редгокс», «Крефельд Пінгвін».
В чемпіонатах Швеції — 93 матчі (1+12), у плей-оф — 13 матчів (2+5).
У складі національної збірної Данії учасник чемпіонатів світу 2011, 2012, 2013, 2014 і 2015 (33 матчі, 1+4), учасник Олімпійських ігор 2022. У складі молодіжної збірної Данії учасник чемпіонатів світу 2010 (дивізіон I) і 2011 (дивізіон I). У складі юніорської збірної Данії учасник чемпіонату світу 2008.
Досягнення
- Бронзовий призер чемпіонату Данії (2011)
- Володар Кубка Данії (2008).